# Suzette Harbin
Suzette Harbin (4 de julio de 1915 – 5 de septiembre de 1994) fue una actriz y bailarina estadounidense.

## Primeros años
Harbin era de Ledbetter, Texas, y se crio en California, primero en Pacific Grove, California, y luego en Los Ángeles. Harbin se graduó en la Jefferson High School en 1934, poco después de que los edificios de la escuela fueran destruidos en el terremoto de Long Beach de 1933.

## Carrera
Harbin trabajó como modelo artístico en Los Ángeles en la década de 1930. Harbin actuó en películas como So Red the Rose (1935), Up Jumped the Devil (1941), Cabin in the Sky (1943), Stormy Weather (1943), I Dood It (1943), Jam Session (1944), To Have and Have Not (1944), Ziegfeld Follies (1945), Look-Out Sister (1947), The Foxes of Harrow (1947), El pirata (1948), Sky Dragon (1949), Destination Murder (1950), The Cimarron Kid (1952), Skirts Ahoy! (1952), Lydia Bailey (1952), Bomba and the Jungle Girl (1952), The Green-Eyed Blonde (1957). También participó en un episodio del programa de televisión Wagon Train (1958). A veces le decían que era "demasiado guapa" para los papeles que se ofrecían a las actrices afroamericanas en las principales películas de los años 40 y 50.
En 1954, Harbin fue a Corea para ofrecer 25 actuaciones para las tropas estadounidenses en instalaciones militares de ese país, encabezando el "primer paquete de entretenimiento totalmente negro que recorrió Corea." Ese mismo año también realizó una gira por las bases militares de Alaska, en una compañía en la que era la única afroamericana.
En 1960 se retiró a la península de Monterey y dirigió teatro infantil; también trabajó como funcionaria de menores del condado de Monterrey. En 1980 regresó a Texas y trabajó como guía turística en el aeropuerto de San Antonio.

## Vida personal
Harbin se casó con Hildred Claude Johnson en 1938, y durante un tiempo utilizó el nombre de Suzette Harbin-Johnson. Se lesionó en un accidente de coche en 1952. Se casó con el artista de caricaturas Calvin Bailey en 1954. Harbin murió en 1994, a los 79 años, en San Antonio, Texas.

## Filmografía
| Año  | Título                    | Papel                                                 | Notas         |
| ---- | ------------------------- | ----------------------------------------------------- | ------------- |
| 1935 | So Red the Rose           | Belle                                                 | sin acreditar |
| 1941 | Up Jumped the Devil       |                                                       |               |
| 1943 | Cabin in the Sky          | bailarina / cliente del paraíso de Jim Henry          | sin acreditar |
| 1943 | Stormy Weather            | bailarina / cliente del club nocturno                 | sin acreditar |
| 1943 | I Dood It                 | Parte del séquito de Hazel Scott / Cantante en Jericó | sin acreditar |
| 1944 | Jam Session               | La mujer a la que canta Armstrong                     | sin acreditar |
| 1944 | To Have and Have Not      | camarera                                              | sin acreditar |
| 1945 | Ziegfeld Follies          | Flirt ('Love')                                        | sin acreditar |
| 1947 | Look-Out Sister           | Betty Scott                                           |               |
| 1947 | The Foxes of Harrow       | Belle                                                 | sin acreditar |
| 1948 | El pirata                 | sirvienta negra                                       | sin acreditar |
| 1949 | Sky Dragon                | sirvienta #2                                          | sin acreditar |
| 1950 | Destination Murder        | Harriett - sirvienta de club nocturno                 |               |
| 1952 | The Cimarron Kid          | Mrs. Stacey                                           | sin acreditar |
| 1952 | Skirts Ahoy!              | miembro del Black Drill Team                          | sin acreditar |
| 1952 | Lydia Bailey              | Floreal                                               | sin acreditar |
| 1952 | Bomba and the Jungle Girl | Princesa Baru                                         |               |
| 1957 | The Green-Eyed Blonde     | Mujer joven                                           | sin acreditar |